# Burg Freienhagen
Die Burg Freienhagen ist eine abgegangene Burg am Westrand von Freienhagen bei 418 m ü. NN, einem Stadtteil von Waldeck im nordhessischen Landkreis Waldeck-Frankenberg.

## Geschichte
Die genaue Entstehungszeit ist nicht bekannt. Es handelte sich vermutlich um ein mit einem Wallgraben gesichertes Steinhaus, eine Kemenate, das bei der Gründung des Ortes „Vrigenhagen“ (auch  Vrienhayn) durch den Waldecker Grafen Adolf I. im Jahr 1251 errichtet wurde. Urkundlich wurde die mit Burgmannen besetzte Burg erstmals 1354 erwähnt. Um 1360 gelangten Burg und Ort in den gemeinsamen Besitz des Erzbistums Mainz und des hessischen Landgrafen Heinrich II. Im Jahr 1369 wurde Adolf von Itter als Erbburgmann von beiden Parteien bestätigt.
In den späteren Auseinandersetzungen zwischen Hessen und Mainz fielen Ort und Burg gänzlich an Hessen. Die Hessischen Landgrafen gaben die Stadt den Waldecker Grafen zu Lehen. Graf Wolrad I. von Waldeck verpfändete im 15. Jahrhundert den Ort an Kurt von Viermund, löste dieses Pfand aber 1472 wieder ein. Vermutlich war die hessische Oberhoheit um diese Zeit bereits verloren gegangen. Freienhagen war Sitz eines Amtes. 1578 ging es zur Hälfte an das Amt Landau.
Es ist nicht bekannt, wann die Burg aufgegeben oder vielleicht zerstört wurde und danach verfiel. Es wird angenommen, dass sie bei dem großen Stadtbrand 1780 ebenfalls vernichtet wurde. Sichtbare Mauerreste sind nicht mehr vorhanden. Ob die alten Fundamente eines Wohnhauses zu der Burg gehörten, ist nicht sicher.